# 钰华街道
钰华街道，是中华人民共和国天津市宝坻区下辖的一个乡镇级行政单位。

## 行政区划
钰华街道下辖以下地区：
钰华街社区、地质路社区、顺驰社区、前五里铺村、龙潭村、东苑庄村、郝庄村、东大套村、西大套村、陈家庵村、邓家庄村、王家庄村、龚家庄村、姜庄村、南张家庄村、辛务屯村、安家桥村、田顾庄村、老君堂村、段各庄村、松树庄村、梁吕庄村、楼底下村、前高家口村、中高家口村、后高家口村、三里屯村、王家庵村、郭家庄村、前槐树村、苑家楼村、后槐树村、吴家塘村和绿色家园社区。